# Kidō Senshi Gundam Seed
Kidō Senshi Gundam Seed (機動戦士ガンダムSEED) est un jeu vidéo du type beat them all développé et édité par Bandai en mars 2003 sur WonderSwan Color. C'est une adaptation en jeu vidéo de la série basée sur l'anime Mobile Suit Gundam et notamment Mobile Suit Gundam Seed,.